# Крістінн Грабнссон
Крістінн Грабнссон (нар. 25 червня 1962) — ісландський журналіст-розслідувач, головний редактор WikiLeaks з 2018 року. З 2010 до 2017 рік він був речником WikiLeaks, з 2018 року обіймає посаду головного редактора WikiLeaks.

## Кар'єра
Він працював у різних газетах Ісландії та вів телевізійну програму «Kompás» на ісландському каналі Stöð 2, де він з командою часто викривали злочинну діяльність і корупцію серед високопосадовців. У лютому 2009 року під час розслідування зв'язку між ісландським Kaupthing Bank з Робертом і Вінсентом Ченгізами програму було знято з ефіру, а Крістінна з командою звільнили.
Невдовзі після цього Крістінн отримав роботу в RÚV (Ісландська національна служба телерадіомовлення). У серпні 2009 року він працював над історією про кредитний портфель «Kaupthing», яку тоді ж опублікували на WikiLeaks. Банк отримав розпорядження, видане офісом шерифа Рейк'явіка, яке забороняло RÚV повідомляти про кредитний портфель. Пізніше постанову про заборону скасували.
У квітні 2010 року він прилетів до Багдада для інтерв'ю з дітьми-жертвами військового нападу «Супровідні вбивства», відео якого опублікували на WikiLeaks. Він також допоміг створити відео, вигравши нагороду «Ісландський журналіст» за 2010 рік. Контракт Крістінна з RÚV закінчився у липні 2010 року.
З 2010 року він співпрацював з WikiLeaks як представник організації, коли у засновника Джуліана Ассанжа почалися проблеми з законом. Він назвав напади на WikiLeaks MasterCard, Visa та інших представників у грудні 2010 року «приватизацією цензури». У 2012 році, як представник WikiLeaks, він захищав організацію на вебсайті шведського телебачення від, за його словами, наклепницької кампанії шведського таблоїда «Expressen».
Національна спілка журналістів Ісландії тричі називала Крістінна ісландським журналістом року, у 2004, 2007 та 2010 роках.
На початку 2017 року Крістінн заявив, що більше не є прессекретарем WikiLeaks.
26 вересня 2018 року було оголошено, що Джуліан Ассанж призначив Крістінна Грабнссона головним редактором WikiLeaks, оскільки Ассанж тривалий період не мав доступу до інтернету. За повідомленням WikiLeaks, Ассанж залишається видавцем.